# Franz Sitte (Märtyrer)
Franz Sitte (* 17. Februar 1896 in Grottau, Böhmen, Österreich-Ungarn; † 8. Januar 1960 in Leitmeritz, Tschechoslowakei) war ein sudetendeutscher römisch-katholischer Geistlicher und Märtyrer.

## Leben
Franz Sitte besuchte das bischöfliche Gymnasium in Mariaschein und machte Abitur. Sein Theologiestudium wurde durch den Wehrdienst im Ersten Weltkrieg unterbrochen. Am 20. August 1922 wurde er in Leitmeritz zum Priester geweiht. Er war in Boreslau Kaplan und ab 1935 Pfarrer, restaurierte Kirchen, forschte zur Ortsgeschichte, lernte Tschechisch und gab Beweise des Widerstandes gegen die Nazi-Ideologie. Deshalb wurde er 1945 nicht vertrieben, kam aber ab 1948 in die Schusslinie der Kommunisten, die gegen ihn hetzten und ihm sein schlechtes Tschechisch vorwarfen. Daraufhin ließ er sich seine Sonntagspredigten aus dem Deutschen übersetzen und überstand eine Abstimmung der Gemeindevertreter, die sich für seinen Verbleib aussprachen.
Zum Verhängnis wurde ihm am 4. Januar 1960 eine Reise zu seiner Schwester nach Unterfranken, auf der er heimlich überwacht wurde. Wegen im Koffer versteckter Manuskripte wurde er an der Grenze festgenommen und in das Gefängnis Leitmeritz eingeliefert. Dort wurde er am 8. Januar verblutet tot aufgefunden. Die Umstände seines Todes sind ungeklärt. Naheliegend ist ein von den Kommunisten inszenierter Selbstmord.
An der Kirchenmauer von Boreslau erinnert eine Gedenktafel an ihn.

## Veröffentlichungen
- Geschichte der Pfarrgemeinde Boreslau. Pfarrer Franz Sitte, Boreslau 1936.
- An der Sonnenseite des Milleschauers (Donnersberg). Ohne Ort 1997. (Milleschauer)
- Na slunné straně Milešovky = An der Sonnenseite des Milleschauers. Hrsg. Norbert Krutský. Kapucín, Duchcov 2011. (darin: Geschichte der Pfarrgemeinde Boreslau, S. 18–53; An der Sonnenseite des Milleschauers, S. 56–85, ferner umfangreiche biographische Information samt Ehrungen)

## Gedenken
Die Römisch-katholische Kirche in Deutschland nahm Franz Sitte als Märtyrer in das deutsche Martyrologium des 20. Jahrhunderts auf.